# Open de Tenis Comunidad Valenciana 2003
L'Open de Tenis Comunidad Valenciana 2003 è stato un torneo di tennis giocato sulla terra rossa.
È stata la 9ª edizione dell'Open de Tenis Comunidad Valenciana,
che fa parte della categoria International Series nell'ambito dell'ATP Tour 2003.
Si è giocato nel Club de Tenis Valencia di Valencia in Spagna,
dal 28 aprile al 5 maggio 2003.

## Campioni

### Singolare
Juan Carlos Ferrero ha battuto in finale  Christophe Rochus con il punteggio di 6–2, 6–4

### Doppio
Lucas Arnold Ker /  Mariano Hood hanno battuto in finale  Brian MacPhie /  Nenad Zimonjić con il punteggio di 6–1, 6–7 (7-9), 6–4